# Lista localităților înfrățite din Republica Moldova
Aceasta listă cuprinde orașele din Republica Moldova care întrețin relații de parteneriat și cooperare cu alte orașe ale lumii.

## Bălți
| - Giula, Ungaria - Hmelnițki, Ucraina - İzmir, Turcia - Kaesong, Coreea de Nord - Lakeland, Statele Unite | - Larisa, Grecia - Milies, Grecia - Miercurea Ciuc, România - Orșa, Belarus - Płock, Polonia | - Podolsk, Rusia - Smolian, Bulgaria - Strîi, Ucraina - Tacoma, Statele Unite - Vitebsk, Belarus |

## Briceni
| - Medgidia, România |

| - Ankara, Turcia - Akhisar, Turcia - București, România - Cracovia, Polonia - Erevan, Armenia - Gdańsk, Polonia - Greensboro, Statele Unite - Grenoble, Franța - Iași, România | - Kiev, Ucraina - Mannheim, Germania - Odesa, Ucraina - Patras, Grecia - Reggio nell'Emilia, Italia - Sacramento, Statele Unite - Tbilisi, Georgia - Tel Aviv, Israel - Vilnius, Lituania |  |

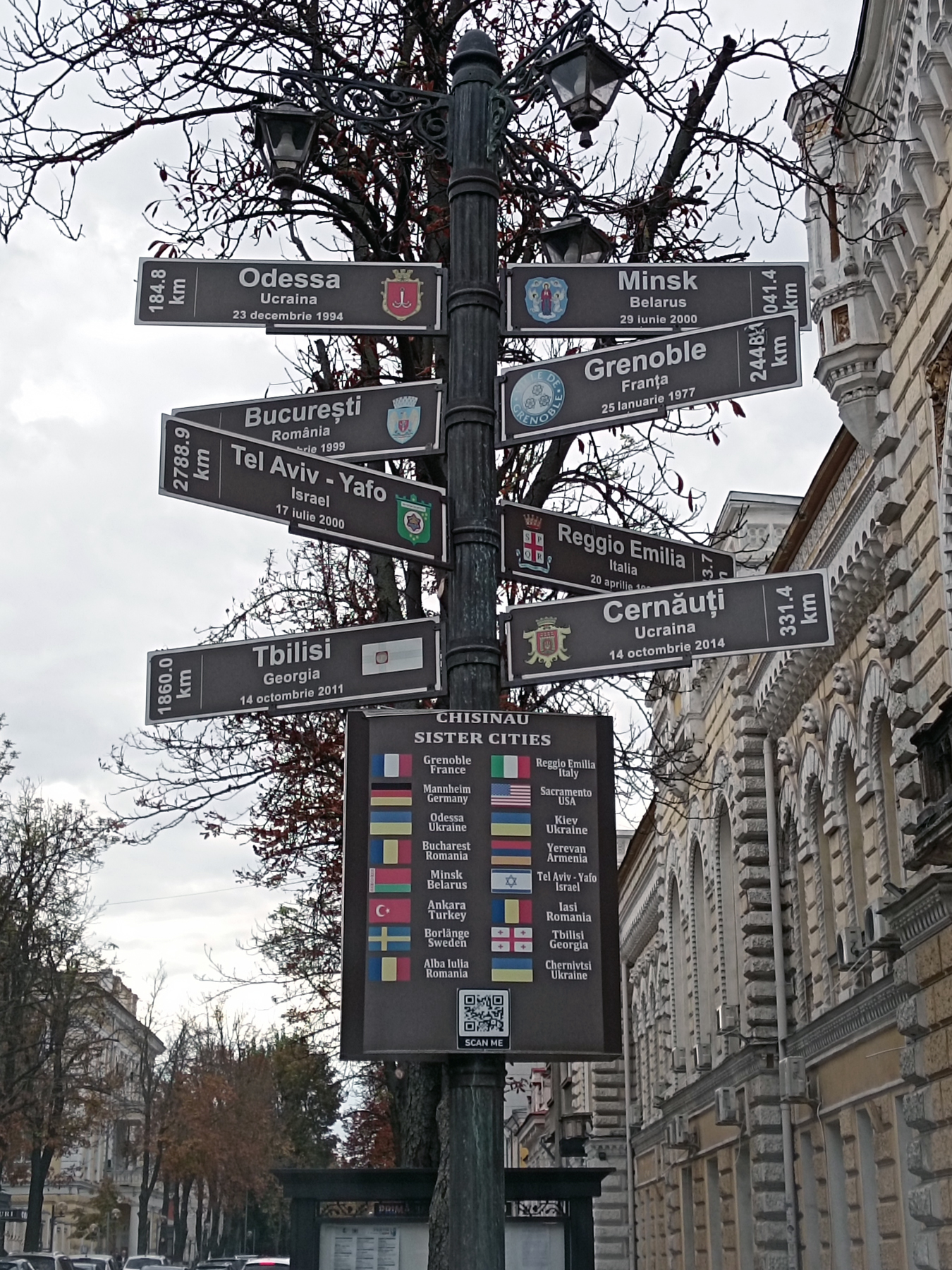
pilon informativ cu denumirile celor orașe înfrățite cu Chișinăul

| - Borisov, Belarus - Colomeea, Ucraina - Dorohoi, România | - Pineto, Italia - Rădăuți, România |

| - Force, Italia - Gmina Lesznowola, Polonia - Montefortino, Italia - Pocheon, Coreea de Sud | - Radnevo, Bulgaria - Tomești, România - Topraisar, România |

| - Auce, Letonia - Carmel, Israel - Cascais, Portugalia - Dmitrovsk, Rusia | - Konin, Polonia - Reghin, România - Vasilkov, Ucraina - Winston-Salem, Statele Unite |

| - Kaluga, Rusia - Eilenburg, Germania - Severodvinsk, Rusia | - Suhumi, Georgia - Trondheim, Norvegia - Țhinvali, Georgia |  |

| - Force, Italia - Gmina Lesznowola, Polonia - Montefortino, Italia - Pocheon, Coreea de Sud | - Radnevo, Bulgaria - Tomești, România - Topraisar, România |

| - Auce, Letonia - Carmel, Israel - Cascais, Portugalia - Dmitrovsk, Rusia | - Konin, Polonia - Reghin, România - Vasilkov, Ucraina - Winston-Salem, Statele Unite |

| - Kaluga, Rusia - Eilenburg, Germania - Severodvinsk, Rusia | - Suhumi, Georgia - Trondheim, Norvegia - Țhinvali, Georgia |  |